# Liste de ponts sur la Drôme
Cette liste contient les ponts présents sur la Drôme et ses bras. Elle est donnée par département français depuis l'amont du cours d'eau vers son aval et précise pour chaque pont le nom des communes qu'il relie en commençant par celle située sur la rive gauche du cours d'eau.
- voies routières
- voies autoroutières  ou
- voies ferrées
- passerelles piétonnes
- ponts mixtes (route + rail)  +

Certains relient une berge à une île et ne franchissent donc qu'un bras. D'autres sont en ruine et infranchissables.

Certains ponts, en France, sont inscrits ou classés aux monuments historiques, ou encore répertoriés dans l’inventaire général du patrimoine culturel du Ministère de la Culture. D'autres, en Suisse, sont inscrits comme biens culturels d'importance nationale et régionale :
- pont inscrit aux monuments historiques français
- pont classé aux monuments historiques français

## Liste
| Image | Pont                                                | Rive gauche        | Milieu | Rive droite        | Longueur totale | Localisation                | Type du pont                       | Route/ ligne ferroviaire                      | Année | Monument historique | Commentaire  |
| Drôme | Drôme                                               | Drôme              | Drôme  | Drôme              | Drôme           | Drôme                       | Drôme                              | Drôme                                         | Drôme | Drôme               | Drôme        |
| ----- | --------------------------------------------------- | ------------------ | ------ | ------------------ | --------------- | --------------------------- | ---------------------------------- | --------------------------------------------- | ----- | ------------------- | ------------ |
|       | Pont routier de la D106                             | La Bâtie-des-Fonds |        | La Bâtie-des-Fonds |                 | 44° 30′ 48″ N, 5° 38′ 18″ E |                                    | D 106                                         |       |                     |              |
|       | Pont routier de la D106B                            | Valdrôme           |        | Valdrôme           |                 | 44° 30′ 09″ N, 5° 35′ 27″ E |                                    | D 106B                                        |       |                     |              |
|       | Pont du Pré de l'Église                             | Valdrôme           |        | Valdrôme           |                 | 44° 30′ 17″ N, 5° 34′ 38″ E |                                    |                                               |       |                     |              |
|       | Pont routier de la D106                             | Valdrôme           |        | Valdrôme           |                 | 44° 30′ 21″ N, 5° 34′ 31″ E |                                    | D 106                                         |       |                     |              |
|       | Pont routier de la D145                             | Charens            |        | Beaurières         |                 | 44° 33′ 09″ N, 5° 31′ 41″ E |                                    | D 145                                         |       |                     |              |
|       | Pont routier de la D175                             | Beaumont-en-Diois  |        | Luc-en-Diois       |                 | 44° 34′ 48″ N, 5° 29′ 01″ E |                                    | D 175                                         |       |                     | Pont en bois |
|       | Pont ferroviaire sur la Drôme                       | Luc-en-Diois       |        | Luc-en-Diois       | 33m             | 44° 35′ 44″ N, 5° 28′ 04″ E |                                    | Ligne de Livron à Aspres-sur-Buëch            |       |                     |              |
|       | Pont routier de la D93                              | Luc-en-Diois       |        | Luc-en-Diois       | 24m             | 44° 36′ 06″ N, 5° 27′ 44″ E |                                    | D 93                                          |       |                     |              |
|       | Pont routier de la D93                              | Luc-en-Diois       |        | Luc-en-Diois       | 45m             | 44° 36′ 05″ N, 5° 27′ 31″ E |                                    | D 93                                          |       |                     |              |
|       | Viaduc du Claps                                     | Luc-en-Diois       |        | Luc-en-Diois       | 216m            | 44° 36′ 11″ N, 5° 27′ 23″ E | Ponts en poutre                    | Ligne de Livron à Aspres-sur-Buëch            | 1977  |                     |              |
|       | Pont routier de la D61A                             | Luc-en-Diois       |        | Luc-en-Diois       | 15m             | 44° 36′ 54″ N, 5° 26′ 48″ E |                                    | D 61A                                         |       |                     |              |
|       | Pont routier de la D93                              | Luc-en-Diois       |        | Luc-en-Diois       | 30m             | 44° 37′ 08″ N, 5° 26′ 40″ E |                                    | D 93                                          |       |                     |              |
|       | Pont routier de la D140                             | Recoubeau-Jansac   |        | Recoubeau-Jansac   | 34m             | 44° 39′ 32″ N, 5° 25′ 05″ E |                                    | D 140                                         |       |                     |              |
|       | Pont routier de la D93                              | Solaure en Diois   |        | Solaure en Diois   | 35m             | 44° 42′ 29″ N, 5° 24′ 03″ E |                                    | D 93                                          |       |                     |              |
|       | Pont De La Griotte                                  | Die                |        | Die                | 25m             | 44° 44′ 54″ N, 5° 22′ 34″ E |                                    | D 244                                         |       |                     |              |
|       | Pont Rompu                                          | Die                |        | Die                | 30m             | 44° 44′ 57″ N, 5° 22′ 01″ E |                                    |                                               |       |                     |              |
|       | Pont neuf                                           | Die                |        | Die                | 30m             | 44° 45′ 34″ N, 5° 21′ 05″ E |                                    |                                               |       |                     |              |
|       | Brug chemin de fer                                  | Die                |        | Die                | 95m             | 44° 45′ 41″ N, 5° 20′ 50″ E |                                    | Ligne de Livron à Aspres-sur-Buëch            |       |                     |              |
|       | Pont routier de la D93                              | Die                |        | Die                | 144m            | 44° 45′ 54″ N, 5° 20′ 17″ E |                                    | D 93                                          |       |                     |              |
|       | Pont routier de la D129                             | Sainte-Croix       |        | Sainte-Croix       | 43m             | 44° 45′ 49″ N, 5° 17′ 12″ E |                                    | D 129                                         |       |                     |              |
|       | Pont de Pontaix sur la Drôme                        | Pontaix            |        | Pontaix            | 40m             | 44° 45′ 02″ N, 5° 15′ 53″ E | Ponts en poutre                    |                                               | 2001  |                     |              |
|       | Pont piéton                                         | Pontaix            |        | Pontaix            | 22m             | 44° 44′ 58″ N, 5° 15′ 50″ E |                                    |                                               |       |                     |              |
|       | Pont routier de la D93                              | Pontaix            |        | Pontaix            | 50m             | 44° 44′ 57″ N, 5° 15′ 49″ E |                                    | D 93                                          |       |                     |              |
|       | Pont ferroviaire sur la Drôme                       | Pontaix            |        | Pontaix            | 210m            | 44° 44′ 51″ N, 5° 15′ 50″ E | Pont en treillis                   | Ligne de Livron à Aspres-sur-Buëch            |       |                     |              |
|       | Pont routier de la D357                             | Aurel              |        | Vercheny           | 100m            | 44° 41′ 55″ N, 5° 15′ 38″ E |                                    | D 357                                         |       |                     |              |
|       | Pont ferroviaire sur la Drôme                       | Espenel            |        | Vercheny           | 150m            | 44° 41′ 46″ N, 5° 14′ 48″ E | Pont en treillis                   | Ligne de Livron à Aspres-sur-Buëch            |       |                     |              |
|       | Pont routier de la D135                             | Espenel            |        | Vercheny           | 40m             | 44° 41′ 23″ N, 5° 14′ 14″ E |                                    | D 135                                         |       |                     |              |
|       | Pont routier de la D93                              | Saillans           |        | Saillans           | 160m            | 44° 41′ 36″ N, 5° 12′ 16″ E |                                    | D 93                                          |       |                     |              |
|       | Pont Martial Algoud                                 | Saillans           |        | Saillans           | 59m             | 44° 41′ 44″ N, 5° 11′ 50″ E |                                    | D 156                                         | 1853  |                     |              |
|       | Pont routier de la D93                              | Saillans           |        | Saillans           | 110m            | 44° 41′ 35″ N, 5° 10′ 24″ E |                                    | D 93                                          |       |                     |              |
|       | Pont routier de la D164                             | Piégros-la-Clastre |        | Mirabel-et-Blacons | 120m            | 44° 42′ 14″ N, 5° 06′ 40″ E |                                    | D 164                                         |       |                     |              |
|       | Pont du Batelier                                    | Piégros-la-Clastre |        | Mirabel-et-Blacons | 90m             | 44° 42′ 27″ N, 5° 05′ 23″ E |                                    | D 164A                                        |       |                     |              |
|       | Pont routier de la D70                              | Aouste-sur-Sye     |        | Aouste-sur-Sye     | 65m             | 44° 42′ 53″ N, 5° 03′ 26″ E | Pont en arc                        | D 70                                          |       |                     |              |
|       | Pont Frédéric Mistral                               | Crest              |        | Crest              | 70m             | 44° 43′ 38″ N, 5° 01′ 17″ E | Pont en maçonnerie                 | D 888                                         |       |                     |              |
|       | Pont ferroviaire sur la Drôme                       | Crest              |        | Crest              | 120m            | 44° 43′ 39″ N, 5° 01′ 04″ E | Pont en treillis                   | Ligne de Livron à Aspres-sur-Buëch            |       |                     |              |
|       | Pont Bailey                                         | Crest              |        | Crest              | 92,8 m          | 44° 43′ 49″ N, 4° 59′ 49″ E | Pont en bois                       |                                               | 2001  |                     |              |
|       | Pont de Mazorel sur la Drôme                        | Crest              |        | Crest              | 120m            | 44° 43′ 49″ N, 4° 59′ 49″ E | Ponts en poutre à hauteur variable | D 538                                         |       |                     |              |
|       | Pont ferroviaire sur la Drôme                       | Divajeu            |        | Crest              | 240m            | 44° 43′ 56″ N, 4° 58′ 58″ E | Pont mixte acier-béton             | LGV Méditerranée                              |       |                     |              |
|       | Pont routier de la D125                             | Grane              |        | Allex              | 110m            | 44° 44′ 52″ N, 4° 55′ 10″ E |                                    | D 125                                         |       |                     |              |
|       | Pont du Commandant Henri Faure                      | Loriol-sur-Drôme   |        | Livron-sur-Drôme   | 90m             | 44° 45′ 57″ N, 4° 50′ 24″ E | Pont en maçonnerie                 | N 7                                           | 1776  |                     |              |
|       | Pont ferroviaire sur la Drôme                       | Loriol-sur-Drôme   |        | Livron-sur-Drôme   | 140m            | 44° 46′ 09″ N, 4° 49′ 27″ E |                                    | Ligne de Paris-Lyon à Marseille-Saint-Charles |       |                     |              |
|       | Pont autoroutier Livron-sur-Drôme A7                | Loriol-sur-Drôme   |        | Livron-sur-Drôme   | 270m            | 44° 46′ 02″ N, 4° 47′ 58″ E |                                    | A7                                            |       |                     |              |
|       | Passerelle piétonnière de la Via Rhona sur la Drôme | Loriol-sur-Drôme   |        | Livron-sur-Drôme   | 180m            | 44° 46′ 18″ N, 4° 46′ 08″ E |                                    | ViaRhôna                                      |       |                     |              |

### Articles Connexes
- Drôme (rivière)